# إد لوكاس (لاعب كرة قاعدة)
إد لوكاس (بالإنجليزية: Ed Lucas)‏ هو مدرب كرة القاعدة ‏ أمريكي، ولد في 21 مايو 1982 في غراند رابيدز في الولايات المتحدة.

## وصلات خارجية
- إد لوكاس على موقع دوري كرة القاعدة الرئيسي (الإنجليزية)
- إد لوكاس على موقعبيزبول رفرنس.كوم (الدوري الرئيسي) (الإنجليزية)
- إد لوكاس على موقعبيزبول رفرنس.كوم (الدوري الثانوي) (الإنجليزية)
- إد لوكاس على موقع إي إس بي إن.كوم (أم.أل.بي) (الإنجليزية)
- إد لوكاس على موقع مشجعي الرسوم البيانية (الإنجليزية)